# Nkolafendek
Nkolafendek est un village du Cameroun situé dans le département du Dja-et-Lobo et la Région du Sud, à proximité du Gabon, sur la route qui relie Sangmélima à Djoum. Il fait partie de la commune de Djoum.

## Population
En 1961, Nkolafendek comptait 338 habitants, pour la plupart des Boulou. Lors du recensement de 2005, 441 personnes y ont été dénombrées.

## Infrastructures
Nkolafendek dispose d'un marché mensuel, d'une école publique et d'une école catholique.

## Personnalités liées à Nkolafendek
Le poète boulou Daniel Osomo est originaire du village.